# Canvassing

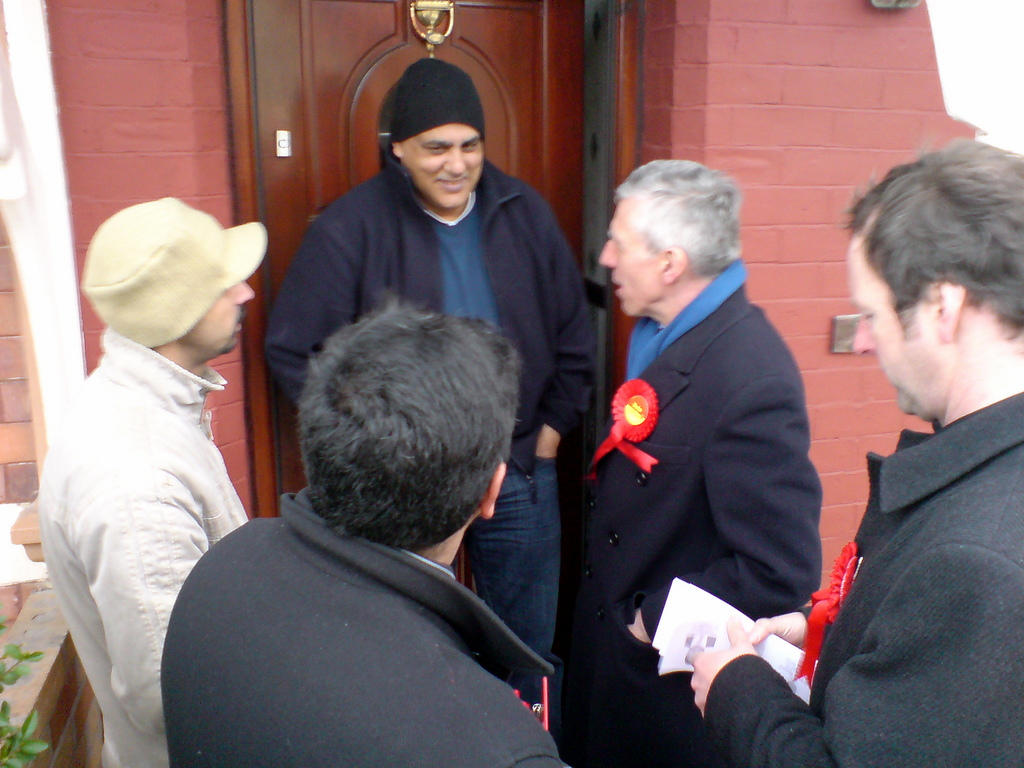
Der englische Politiker Jack Straw beim Canvassing

Unter Canvassing (deutsch „Kundenfang“, „Stimmenwerbung“ oder „Stimmenfang“ zu englisch toss in a canvas sheet ‚in ein Leinwandblatt werfen‘ im Sinne von ‚sorgfältig sieben‘ ‚heraussuchen‘ ‚sorgfältig zu untersuchen‘, leitet sich ab vom altfranzösischen canabasser) versteht man die systematische Anbahnung eines direkten Kontaktes zu einer bestimmten Gruppe von Personen. Diese Art der Kontaktaufnahme wird häufig bei Wahlkämpfen angewandt. Ein Kampagnenteam (oder ein Kandidat) geht in einem vorher festgelegten Gebiet von Haus zu Haus und verwickelt die dort wohnenden Wähler im Haustürwahlkampf oder Tür-zu-Tür-Wahlkampf in direkte Gespräche. Canvassing kann auch telefonisch erfolgen (Telephone Canvassing). Ähnliche Techniken werden gegebenenfalls von regierungsunabhängigen Organisationen, Gewerkschaften, Glaubensgemeinschaften, Wahlanalysten und sogar Privatunternehmen angewandt, zum Beispiel beim Haustürverkauf.

## Begriffsgeschichte
Die Herkunft der Bedeutung ist ungeklärt. In der zweiten Hälfte des 16. Jahrhunderts ist das Wort in England als Bezeichnung für das Werben um Stimmen bei Wahlen bereits verbreitet. Früh benutzt es der englische Bischof Hugh Latimer. In seinen 1555 erschienenen Sermons and Remains schreibt er: „This object is […] canvassed for“ – deutsch etwa: „Aus diesem Zweck wirbt man um Stimmen.“ Bekannt war der Ausdruck auch als englischer Titel für einen Quintus Tullius Cicero zugeschriebenen Ratgeber, der 1714 in London unter dem Titel The art of canvassing at elections erschien.

## Ziele des Canvassing
Hauptziel des Canvassing ist es, herauszufinden, wie der Wähler abstimmen wird. Diskussionen oder Überzeugungsarbeit sind von eher untergeordneter Bedeutung. Diese Vorbereitung ist ein integraler Bestandteil einer Get out the vote-Strategie (dt. etwa „die Stimme herausbekommen“), einer Vorgehensweise, bei der bekannte Unterstützer (Wähler) durch eine scheinbar neutrale Organisation zum Urnengang mobilisiert werden.
Canvassing kann auch angewandt werden, um eine Kombination der folgenden Ziele zu erreichen:
- Identifikation von Unterstützern als Vorbereitung für eine „Get out the vote“-Operation (GOTV).
- Durchführung von GOTV während der Wahl („abklappern“)
- Vertrieb von Informationen bzw. gedrucktem Material
- Überzeugung von Einzelpersonen
- Einnahme von Spenden
- Gewinnung neuer Mitglieder